# Cabo Blanco (Oregón)
El cabo Blanco (del inglés: Cape Blanco) es un destacado cabo de la costa del Pacífico de Norteamérica, situado en la costa suroeste del estado de Oregón, siendo posiblemente uno de los puntos más occidentales de los Estados Unidos continentales (compite por ese título con el cabo Alava en Washington, una disputa que se debe a la influencia de la erosión y a ciertas anomalías en las mediciones.  La mayoría de las fuentes afirman que es el cabo Alava el punto más occidental.)
Está ubicado en el norte del condado de Curry, a unos 8 km al norte de Port Orford, en una zona montañosa y aislada de la costa y limitando por el este con la cordillera costera del sudeste de Oregón. Queda dentro del Parque estatal de cabo Blanco. En él se encuentra el faro de cabo Blanco, que se puso en marcha en 1870. El cabo está localizado entre las bocas de dos ríos costeros: a unos 2,3 km al norte, el río Sixes (de unos 50 km de longitud); y a 3,3 km al sur el río Rogue, de 346 km.
Julio Verne en uno de sus primeros libros de ciencia ficción, Los quinientos millones de la Begún, una comunidad utópica llamada Ville-France se estableció en 1872 en una playa del sur de Oregón. Verne da la ubicación de esta comunidad ficticia a unos "ochenta kilómetros al norte de cabo Blanco".

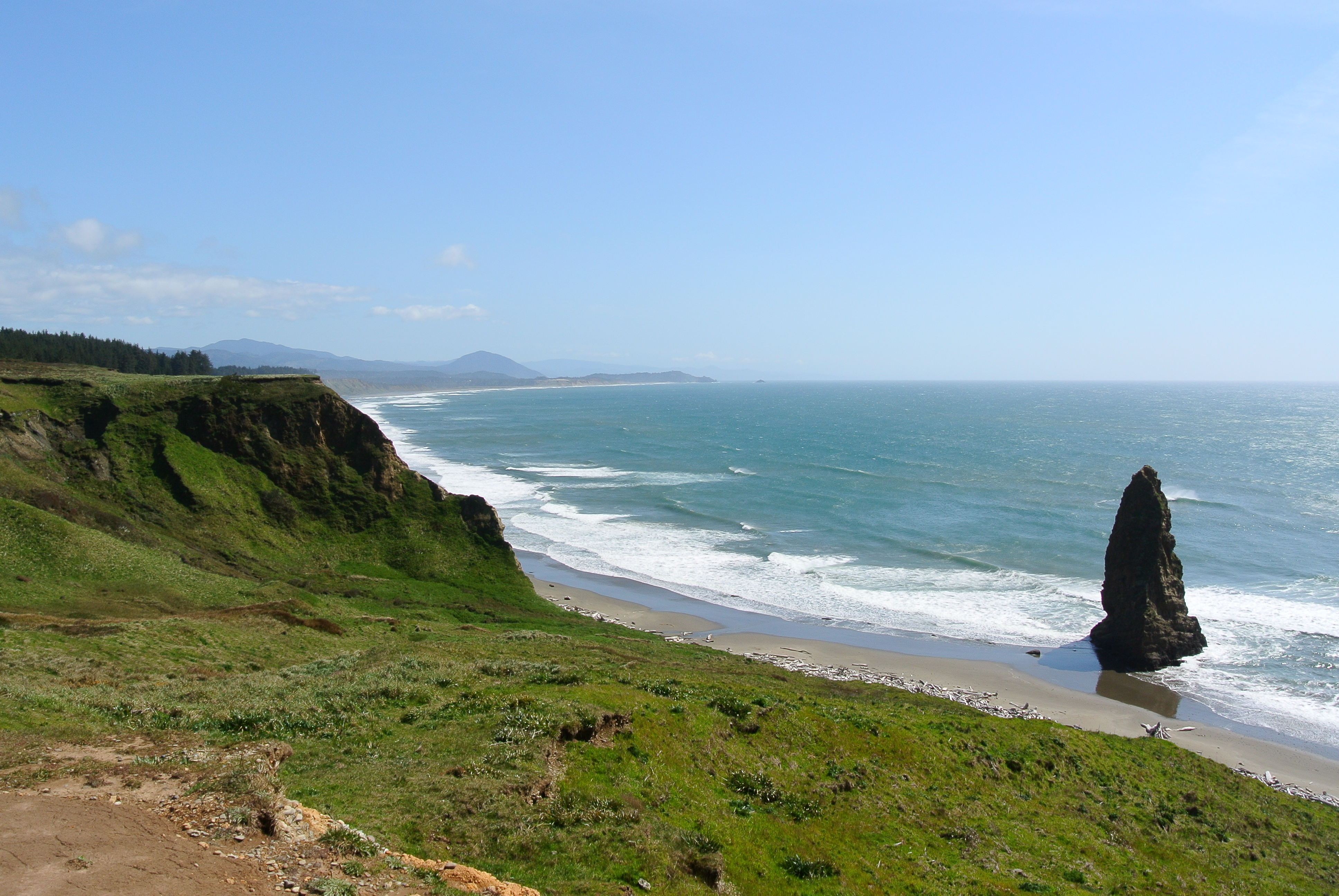
Vista hacia el sur: Port Orford Heads State Park y Humbug Mountain.
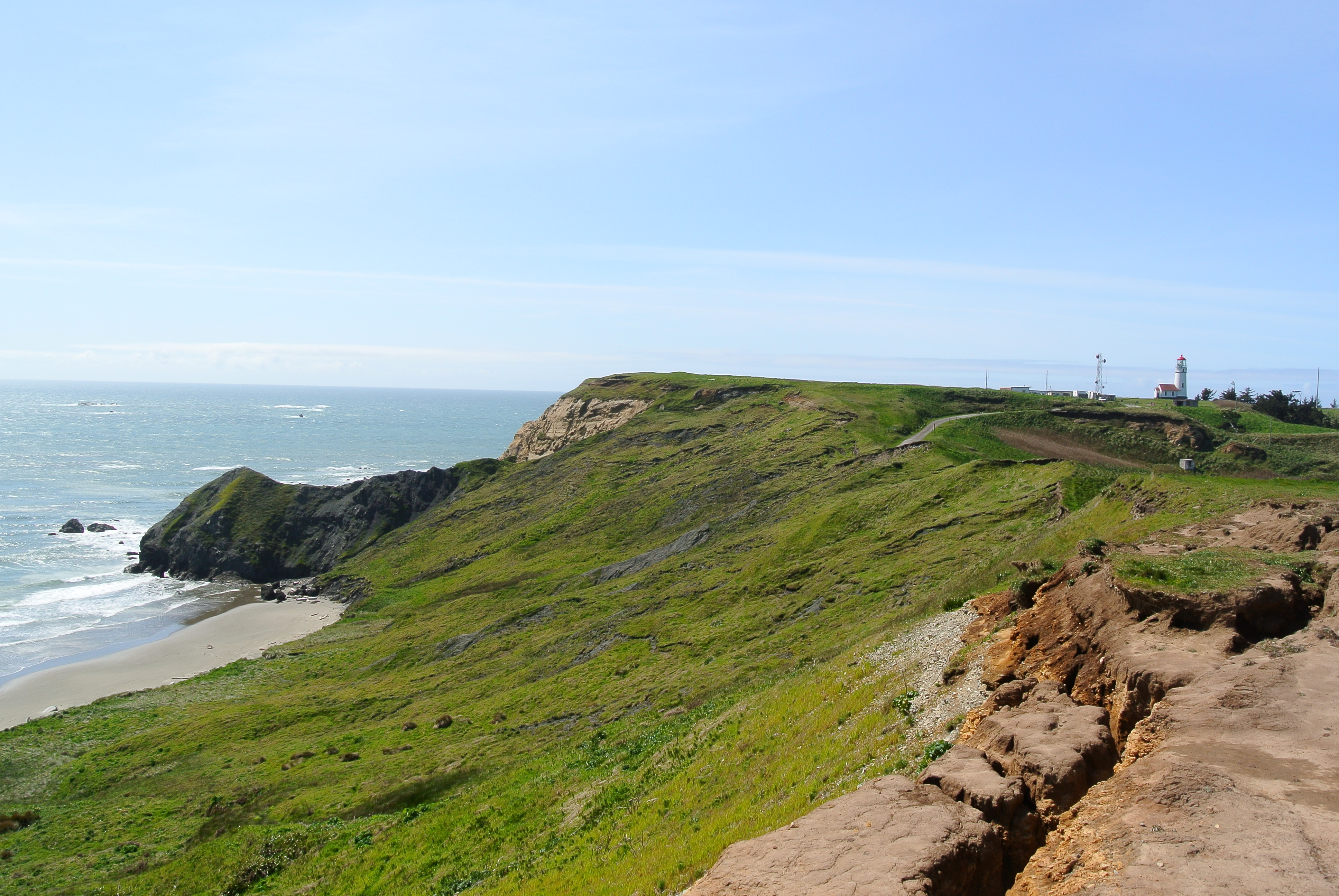
El cabo y el faro.
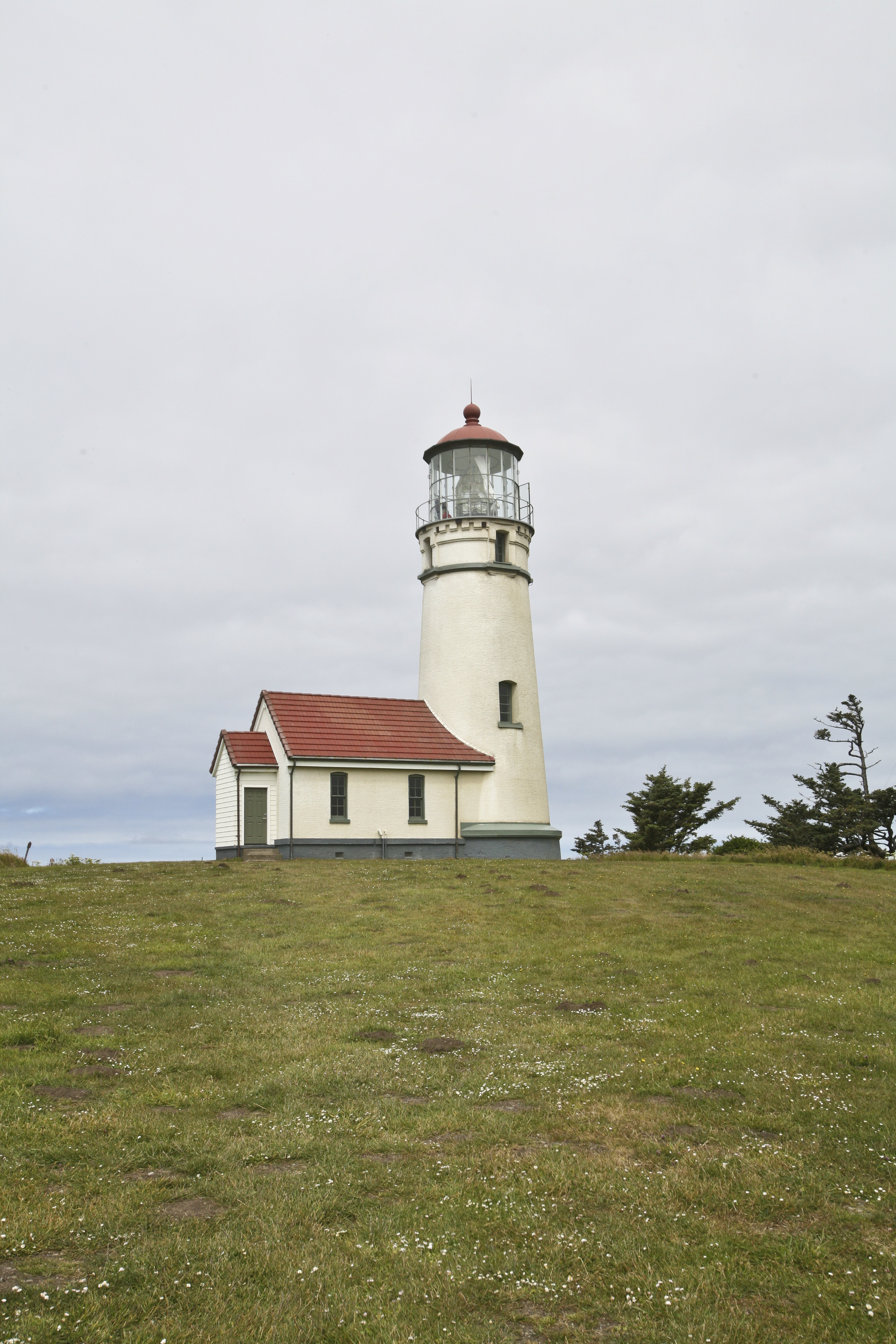
El faro del cabo Blanco.
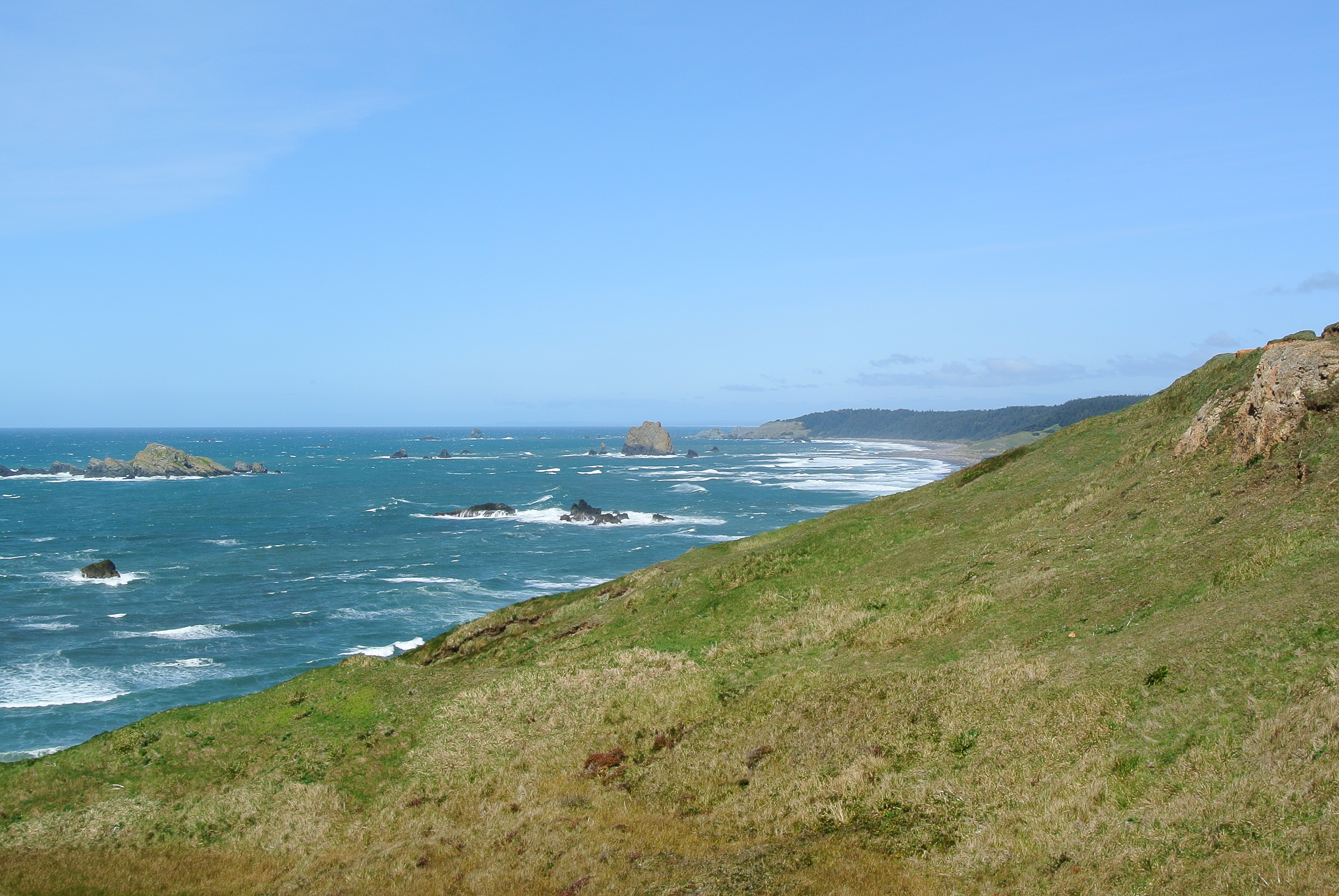
Vista hacia el norte: Gulf Rock, Castle Rock y Floras Lake State Park.